# Philippe Tondre
Philippe Tondre est un hautboïste franco-britannique, né en 1989 à Mulhouse, Alsace, France.

## Biographie
Philippe Tondre commence le hautbois à l'âge de six ans dans la classe d'Yves Cautrès à l'école nationale de musique de Mulhouse avant d'intégrer en 2006 le Conservatoire national supérieur de musique et de danse de Paris dans la classe de David Walter où il obtient son Prix de hautbois ainsi que son diplôme de master d'interprète de la musique. Il a également suivi l'enseignement de maîtres comme Heinz Holliger, Maurice Bourgue, Jacques Tys (nl), Jean-Louis Capezzali et Ingo Goritzki (en)
Il est lauréat de nombreux concours internationaux dédiés au hautbois : Troisième Prix et Prix Gustav Mahler du Concours International du Printemps de Prague (2008), Premier Prix du Concours Gillet-Fox de l'International Double Reed Society aux États-Unis (2009), Deuxième Prix du Concours International de Tokyo organisé par la Fondation Sony (2009) et Troisième Prix du Concours International de Genève (2010). En septembre 2011, il remporte le 60e concours international de l'ARD de Munich ainsi que trois prix spéciaux dont le Prix du Public et le Prix de la meilleure interprétation de Gyfu, œuvre de Liza Lim composée pour le concours. L'année suivante, en septembre 2012, à la suite de son concert au Festival international de Bonn (de), il s’est vu remettre le prestigieux Prix du « Beethoven Ring », ce qui fait de lui le premier hautboïste à recevoir cette récompense précédemment décernée à des musiciens comme Gustavo Dudamel, Julia Fischer et Lisa Batiashvili.
Très attaché à l'activité orchestrale, il intègre pendant ses études l'Orchestre français des jeunes et le Gustav Mahler Jugendorchester sous la direction de Sir Colin Davis et Herbert Blomstedt. Dès l'âge de dix-huit ans, il est nommé hautbois solo de l'Orchestre symphonique de la radio de Stuttgart (Südwestrundfunk) sous la direction de Sir Roger Norrington et Georges Prêtre, succédant à Lajos Lenscés, poste qu'il occupe de 2008 à 2016. À l'âge de 19 ans, il est repéré par Seiji Ozawa et devient membre à partir de 2010 de l'Orchestre international Saito Kinen de Matsumoto au Japon puis, en 2012, de l'Orchestre de Chambre de Mito sous sa direction. Depuis, il entreprend des tournées internationales avec ces deux formations. Comme hautbois solo invité, Philippe Tondre s'est produit régulièrement avec l'Orchestre du Concertgebouw d'Amsterdam, l'Orchestre philharmonique de Radio France, l'Orchestre symphonique de la radio de Berlin. En 2015, il rejoint en tant que hautbois solo l'Orchestre du Festival de Budapest sous la direction d'Ivan Fischer et est nommé l'année suivante hautbois solo de l'Orchestre du Gewandhaus de Leipzig sous la direction d'Andris Nelsons. Il decide en 2017 de quitter Leipzig pour revenir à Stuttgart dans son orchestre qui, à la suite du plan de fusion de la SWR acté en 2016, est renommé Orchestre Symphonique de la SWR, orchestre actuellement dirigé par Teodor Currentzis. Depuis 2019, il est membre de l'Orchestre de chambre d'Europe, succédant ainsi à Douglas Boyd, François Leleux et Kai Frömbgen.
Il a eu l'occasion de se produire en soliste avec l'Orchestre de chambre de Genève, la Kammerakademie Potsdam, le New Mozart Orchestra London, le Collegium Musicum de Bâle (de), l'Orchestre de chambre de Stuttgart, l'Orchestre symphonique de la radio de Stuttgart, l'Orchestre de la Suisse romande, l'Orchestre philharmonique de Kansai, l'Orchestre philharmonique de Thaïlande (en), l'Orchestre de chambre de Munich, l'Ensemble La Folia, l'Orchestre Philharmonique d'Osaka, la Kammerakademie Potsdam, l'Orchestre Symphonique d'Hiroshima, le MDR Sinfonieorchester Leipzig, l'Orchestre symphonique de la Radiodiffusion bavaroise, le Budapest Festival Orchestra, le Orchestre du festival Saito Kinen, l'Orchestre de Philadelphie et participe à de nombreux festivals en Asie, Europe et États-Unis.
En 2013, Philippe a joué la première allemande du Concerto pour hautbois de James McMillan sous la direction du compositeur à Stuttgart avec son orchestre. En juin de la même année, il a joué son Debüt Konzert à la Philharmonie de Berlin avec l'Orchestre symphonique allemand de Berlin. Il partage avec Jacques Zoon la première japonaise du Double Concerto de György Ligeti avec l'orchestre de Seiji Ozawa à Matsumoto en 2013 et participe à l'émission Stars de Demain diffusée sur Arte et présentée par Rolando Villazón à Berlin. Il anime également de nombreuses classes de maître aux Etats-Unis, au Canada, en Allemagne, France, Grande-Bretagne, Suisse, Italie, Belgique, à Taïwan, en Chine et au Japon.
L'École supérieure de musique de la Sarre (de) le nomme professeur de hautbois en 2015, faisant de lui, un des plus jeunes professeurs à vent sur le territoire allemand. Depuis 2021, il est également professeur invité au Royal Northern College of Music à Manchester en Angleterre. 
Il est nommé, à l'issue du processus de recrutement qui s'est terminé le dimanche 13 octobre 2019,, principal oboe — poste équivalent à celui de premier hautbois solo des orchestres français — de l'Orchestre de Philadelphie qu'il rejoindra pour les festivals d'été puis le 14 septembre 2020 pour la saison 2020-2021, à la suite du départ en retraite de Richard Woodhams (en). Il perpétue ainsi, à la suite de Marcel Tabuteau qui a occupé ce même poste de 1915 à 1954, la tradition de la présence de l'école française de hautbois dans les orchestres américains. En 2022, il est nommé professeur au Curtis Institute of Music à Philadelphie, succédant également à Woodhams.  
Depuis 2020, Tondre est impliqué dans la création et le développement du hautbois "Légende" produit par la marque française Buffet Crampon. À la suite des succès de l'instrument, il est nommé à la tête de la recherche et développement du département hautbois de la maison Buffet Crampon.  
L'année 2022 marque également ses débuts à Carnegie Hall, New York où il interpréta deux concerto de Johann Sebastian Bach avec l'Orchestre de l'église Saint-Luc.